# Ежовка (Большеигнатовский район)
Ежовка — посёлок в Большеигнатовском районе Мордовии. Входит в состав Киржеманского сельского поселения.

## История
Основан в середине 1920-х годов. В 1927 году посёлок Ежовка состоял из 13 дворов. Назван по фамилии первопоселенцев.

## Население
| 2002 | 2010 |
| ---- | ---- |
| 23   | ↘7   |

Национальный состав
Согласно результатам Всероссийской переписи населения 2002 года, в национальной структуре населения русские составляли 39 %, мордва-эрзя — 61 %.